# Huang Wenyi
Huang Wenyi (chinesisch 黄文仪; * 6. März 1991 in Chaozhou) ist eine chinesische Leichtgewichts-Ruderin.
Huang Wenyi debütierte 2010 im Ruder-Weltcup, in München belegte sie zusammen mit Jing Liu den zweiten Platz im Leichtgewichts-Doppelzweier. Bei den Weltmeisterschaften 2010 und 2011 belegte sie mit Pan Feihong jeweils den siebten Platz. 2012 ruderte Huang Wenyi zusammen mit Xu Dongxiang, die beiden gewannen die Weltcupregatta in Luzern und belegten in Belgrad den dritten Platz. Bei den Olympischen Spielen 2012 erreichten die beiden mit Siegen in Vorlauf und Halbfinale den Endlauf, dort siegten die Britinnen Sophie Hosking und Katherine Copeland, über zweieinhalb Sekunden dahinter sicherten sich die beiden Chinesinnen die Silbermedaille vor dem griechischen Zweier. 
Nach einem Jahr Pause kehrte Huang Wenyi 2014 auf die internationalen Regattastrecken zurück, bei den Weltmeisterschaften erhielt sie zusammen mit Pan Dandan die Bronzemedaille. Bei den Weltmeisterschaften 2015 ruderte Huang Wenyi im nichtolympischen Leichtgewichts-Doppelvierer und belegte den fünften Platz. 2016 gewann sie im Leichtgewichts-Doppelzweier zusammen mit Pan Feihong den Weltcup in Varese. Bei den Olympischen Spielen 2016 erhielten die beiden Chinesinnen die Bronzemedaille.